# Orlando Virgilio Yorio
Orlando Virgilio Yorio (Santos Lugares, Buenos Aires, 20 de diciembre de 1932 - Montevideo, Uruguay 9 de agosto de 2000) fue un sacerdote de la orden Jesuita, teólogo y doctor en derecho eclesiástico. Conocido por ser secuestrado y torturado en la última dictadura cívico-militar.

## Biografía
Yorio primero estudió derecho en la Universidad de Buenos Aires e interrumpió sus estudios en el año 1955 para ingresar a la orden de los jesuitas. Luego estudió humanidades en la provincia de Córdoba, Santiago de Chile y San Miguel y en el año 1961 recibió su licencia para enseñar filosofía. En el año 1967  recibió su licencia para enseñar teología y durante ese periodo enseñó teología en la facultad de San Miguel. Fue también colaborador de la revista Strómata, órgano de la teología de la liberación. Según el sociólogo y curador Roberto Baschetti, Yorio era miembro del Movimiento de Sacerdotes para el Tercer Mundo y militante peronista. 
Durante sus estudios conoció al sacerdote Franz Jalics, con quien trabajó desde el año 1974 en los barrios marginales de Bajo Flores en Buenos Aires. Su superior provincial fue Jorge Mario Bergoglio quien actualmente es conocido como papa Francisco. Según Marina Rubino, alrededor de 1975 los padres Yorio y Jalics solicitaron ser trasladados al obispo Miguel Raspanti de la Diócesis de Morón. Sin embargo, Raspanti quería registrar solo un padre para su diócesis.

## Secuestro ilegal por parte de los marinos
Mientras realizaban obra social en la villa del Bajo Flores  de Buenos Aires durante la década del '70, Jalics y Orlando Yorio fueron capturados ilegalmente, secuestrados y mantenidos cautivos ilegalmente durante cinco meses por parte de uno de los denominados escuadrones de la muerte, los cuales fueron creados y dirigidos por la última dictadura cívico-militar (1976-1983). El Padre General Pedro Arrupe en Roma fue informado por carta del secuestro. La detención ilegal  se produjo el domingo 23 de mayo de 1976 en el domicilio de Yorio y Jalics. La religiosa Norma Gorriaran presencia el operativo de detención.  Días antes  monseñor Serra le prohibió a Yorio dar misa en Buenos Aires. Yorio consultó a su superior Jorge Bergoglio quien contestó  que no entendía el motivo de la prohibición. Yorio estuvo en la Esma en el sector de " capuchita". Jorge Bergoglio, entonces provincial de la orden de los jesuitas, se entrevistó en dos ocasiones con el almirante  Emilio Massera para solicitar la liberación de Jalics y Yorio.  Bergoglio también se entrevistó con el presidente de facto Jorge Rafael Videla. Yorio estuvo detenido en la Escuela de Mecánica de la Armada, en el sector de  "capuchita", para luego ser trasladado a una casa en General Pacheco[cita requerida].  

## Liberación
Yorio y Jalics fueron puestos en libertad el 23 de octubre de 1976. Dos días después, en la conferencia episcopal, presentó un primer informe en el que describía sus torturas (Legajo n.º 6328).  Al día siguiente, Bergoglio lo visitó en la casa de su madre para arreglar su traslado al extranjero. Bajo la protección de la nunciatura, Bergoglio se hizo cargo de los documentos de Yorio. Jorge Novak, el obispo del recién establecido obispado de Quilmes, ayudó a Yorio a salir del país. Permaneció en Roma durante casi ocho años, donde estudió derecho canónico. Jorge Bergoglio hizo campaña por su admisión al colegio Pio Latinoamericano y su inclusión en la Universidad Gregoriana. Al año siguiente del secuestro en 1977 el almirante Massera recibió el título de profesor honorario por parte de la Universidad del Salvador, universidad vinculada a los jesuitas. Se cree que Massera pidió ese homenaje a cambio de la liberación de Yorio y Jalics si bien los protagonistas de esos hechos jamás quisieron aportar información alguna hasta el momento, salvo los dichos de Francisco Piñón.[cita requerida]

## Regreso a Argentina
De vuelta en Argentina, Orlando Yorio informó a la Comisión Nacional sobre la Desaparición de Personas. En 1985 declaró en el Juicio a las Juntas. En Quilmes ocupó varios cargos en la diócesis hasta que fue nombrado párroco en Berazategui. Aquí también se convirtió en primer profesor del Centro de Estudios Filosóficos y Teológicos de Quilmes (CEFITEQ). Desde 1994 participó en la Opción por los pobres. Tanto Jalics como Orlando Yorio salieron de la Compañía de Jesús, pero más tarde se les ofreció la reincorporación a la misma: Jalics aceptó, pero no lo hizo así Yorio.
En 1997, ante amenazas que le imposibilitaron permanecer en Berazategui, se trasladó a la Arquidiócesis de Montevideo para desempeñarse como párroco de la comunidad de Santa Bernardina.

## Fallecimiento
Orlando Yorio falleció de un infarto el 9 de agosto de 2000.  En el 12° aniversario de su muerte, su urna fue enterrada en el Centro de estudios filosóficos y teológicos de Quilmes (CEFITEQ).

## Documental
Existe un documental realizado en torno a la figura de Orlando Yorio titulado "Si callan gritarán las piedras. En busca de Orlando Yorio". En el mismo se puede escuchar parte de la declaración de Yorio en 1985 y se registró el testimonio de quienes presenciaron la detención de Yorio, así como también se mencionan otros desaparecidos del grupo del Bajo Flores vinculados a Yorio.  El  documental fue realizado por el Grupo por la Memoria de Orlando Yorio y el grupo interreligioso Patrick Rice.